# Dipsacales
Le Dipsacali (Dipsacales Juss. ex Bercht. & J.Presl) sono un ordine di piante vascolari, che comprende erbe, rampicanti o arbusti, con seme a due cotiledoni (eudicotiledoni).
L'ordine avrebbe cominciato a differenziarsi da altre piante superiori già intorno alla metà del Cretaceo, circa 100 milioni di anni fa.
Oggi le Dipsacali sono distribuite in tutti i continenti e comprendono 45-50 generi con un migliaio di specie.

## Tassonomia
L'ordine delle Dipsacali, già riconosciuto dalla classificazione tradizionale, è stato confermato nelle sue caratteristiche essenziali dai più recenti studi filogenetici (in particolare APG).
La ripartizione in famiglie è variabile.
Il Sistema Cronquist riconosceva le seguenti:
- Caprifoliaceae Juss.
- Adoxaceae E.Mey.
- Valerianaceae Batsch
- Dipsacaceae Juss.

La classificazione APG IV ha ridotto il numero delle famiglie accettate a due:
- Caprifoliaceae Juss.
- Viburnaceae Raf. (=Adoxaceae E.Mey.)

includendo Valerianaceae e Dipsacaceae in quest'ultima.